# PHF 2021/22
Die Saison 2021/22 war die siebente Spielzeit der Premier Hockey Federation (ehemals National Women’s Hockey League), der höchsten Spielklasse im US-amerikanischen Fraueneishockey, und die erste Spielzeit nach der Umbenennung im Sommer 2021. Die Saison begann am 6. November 2021 mit dem ersten Spiel der regulären Saison und endete am 28. März 2022 mit dem Finalspiel um den Isobel Cup. Diesen sicherten sich zum dritten Mal die Boston Pride im Finale gegen die Connecticut Whale. Insgesamt nahmen sechs Mannschaften am Spielbetrieb teil.

## Professionalisierung der Liga
Nach dem Playoff-Finale der Vorsaison wurde Lisa Haley von der NWHL als Vice President of Hockey Operations vorgestellt. Ende April 2021 wurde der Salary Cap pro Franchise auf 300.000 US-Dollar verdoppelt.
Die Erweiterung der Liga um ein weiteres Team wurde im April 2021 aufgrund der Corona-Pandemie zunächst pausiert, wobei frühestens zur Saison 2022/23 ein Team in Montreal gegründet werden soll.
Im Mai 2021 verkündete die NWHL den Verkauf der Connecticut Whale ans die Shared Hockey Enterprises (SHE) LLC. Wenige Wochen später wurden auch die Metropolitan Riveters an ihren neuen Besitzer, die BTM Partners, verkauft. Damit besitzen die BTM Partners drei der sechs Franchises der Liga. Als letzte der noch von der Liga betriebenen Teams wurden Ende Juni 2021 die Buffalo Beauts und die Minnesota Whitecaps an die NLTT Ventures LLC.
Wenige Wochen vor Saisonbeginn, im September 2021, wurde die Liga in Premier Hockey Federation umbenannt.
Im Februar 2022 erlaubte die Liga den Franchises die Verpflichtung jeweils einer neuen Spielerin, erhöhte dafür den Salary Cap um 10.000 $ und die zulässige Kadergröße von 17 auf 18 Spielerinnen pro Spiel.

## Modus und Teilnehmer
Die sechs Mannschaften – namentlich die Boston Pride, Buffalo Beauts, Connecticut Whale, Metropolitan Riveters, Minnesota Whitecaps und Toronto Six – spielten jeweils eine Vierfachrunde gegen die anderen fünf Mannschaften in der regulären Saison, so dass jedes Team 20 Spiele bestritt.
Aus der Rangfolge der regulären Saison ergab sich die Setzliste für die sich anschließenden Play-offs. Im Viertelfinale trafen der Vierte und Fünfte der Tabelle sowie der Dritte und Sechste aufeinander. Im Halbfinale spielte der Erstplatzierte gegen den schlechter platzierten Sieger der beiden Viertelfinale, die weitere Serie bestritten der Zweitplatzierte und weitere Viertelfinal-Sieger. Die Play-offs trugen die Teams wie im letzten Jahr in einer K.O.-Runde aus.

## NWHL Draft
Der Entry Draft der NWHL fand am 29. Juni 2021 statt. Die Connecticut Whale besaßen aus einem Spielertausch mit den Buffalo Beauts das erste Wahlrecht. Sie wählten damit an der ersten Gesamtstelle die US-Amerikanerin Taylor Girard von der Quinnipiac University aus. Insgesamt wurden in fünf Runden 30 Spielerinnen gedraftet, sodass jedes Team fünf Wahlrechte besaß.

### Top-6-Picks
| #  | Spielerin      | Nationalität       | Pos | NWHL-Team                               | Collegeteam                     |
| -- | -------------- | ------------------ | --- | --------------------------------------- | ------------------------------- |
| 1. | Taylor Girard  | Vereinigte Staaten | F   | Connecticut Whale (von Buffalo Beauts)  | Quinnipiac University (ECAC)    |
| 2. | Emilie Harley  | Vereinigte Staaten | D   | Buffalo Beauts (von Connecticut Whale)  | Robert Morris University (CHA)  |
| 3. | Maegan Beres   | Kanada             | F   | Toronto Six (von Boston Pride)          | Boston College (Hockey East)    |
| 4. | Tatum Skaggs   | Vereinigte Staaten | F   | Toronto Six                             | Ohio State University (WCHA)    |
| 5. | Taylor Davison | Kanada             | D   | Toronto Six (von Metropolitan Riveters) | York University (U Sports)      |
| 6. | Mak Langei     | Vereinigte Staaten | D   | Minnesota Whitecaps                     | Bemidji State University (WCHA) |

### International Draft
Am 25. Juli 2021 wurde der erste NWHL Draft für Spielerinnen außerhalb von Nordamerika abgehalten. Dabei wurde unter anderem Lovisa Berndtsson, Evelina Raselli und Fanni Gasparics ausgewählt.

## Reguläre Saison
In der regulären Saison, die zwischen dem 6. November 2021 und dem 20. März 2022 ausgespielt wurde, sicherten sich die Connecticut Whale den ersten Platz mit einem Punkt Vorsprung auf die Toronto Six. Aufgrund der Corona-Pandemie musste eine Vielzahl von Spielen verschoben werden.

### Tabelle
| Pl. |                       | Sp | S  | OTS | OTN | N  | Tore  | Punkte |
| --- | --------------------- | -- | -- | --- | --- | -- | ----- | ------ |
| 1.  | Connecticut Whale     | 20 | 15 | 0   | 2   | 3  | 74:44 | 47     |
| 2.  | Toronto Six           | 20 | 13 | 3   | 1   | 3  | 66:45 | 46     |
| 3.  | Boston Pride          | 20 | 7  | 3   | 5   | 5  | 48:47 | 32     |
| 4.  | Metropolitan Riveters | 20 | 6  | 1   | 1   | 12 | 54:65 | 21     |
| 5.  | Minnesota Whitecaps   | 20 | 6  | 0   | 1   | 13 | 62:64 | 19     |
| 6.  | Buffalo Beauts        | 20 | 3  | 3   | 0   | 14 | 44:73 | 15     |

Abkürzungen: Sp = Spiele, S = Siege, OTS = Sieg nach Overtime oder Shootout, OTN = Niederlage nach Overtime oder Shootout, N = Niederlagen, 
Erläuterungen:  = Divisionssieger

### Beste Scorerinnen
Abkürzungen: Sp = Spiele, T = Tore, V = Assists, Pkt = Punkte, SM = Strafminuten, +/− = Plus/Minus; Fett: Saisonbestwert
| Spielerin           | Team                  | Sp | T  | V  | Pkt | SM | +/– |
| ------------------- | --------------------- | -- | -- | -- | --- | -- | --- |
| Kennedy Marchment   | Connecticut Whale     | 20 | 13 | 20 | 33  | 8  | +29 |
| Mikyla Grant-Mentis | Toronto Six           | 19 | 13 | 17 | 30  | 6  | +25 |
| Taylor Girard       | Connecticut Whale     | 20 | 11 | 13 | 24  | 14 | +26 |
| Jonna Curtis        | Minnesota Whitecaps   | 20 | 9  | 15 | 24  | 18 | +12 |
| Madison Packer      | Metropolitan Riveters | 20 | 12 | 11 | 23  | 20 | +13 |
| Allie Thunstrom     | Minnesota Whitecaps   | 20 | 18 | 3  | 21  | 4  | +12 |
| Amanda Conway       | Connecticut Whale     | 18 | 12 | 9  | 21  | 4  | +18 |
| Shiann Darkangelo   | Toronto Six           | 20 | 8  | 12 | 20  | 10 | +16 |

## Isobel-Cup-Playoffs
Die Playoffs um den Isobel Cup wurden zwischen dem 25. und 28. März 2022 als Turnier im AdventHealth Center Ice in Wesley Chapel, Florida, ausgetragen. Das Finalspiel wurde live auf ESPN2 und TSN2 übertragen.
|  | Viertelfinale | Viertelfinale         | Viertelfinale |  |  | Halbfinale | Halbfinale          | Halbfinale |  |   | Finale            | Finale       | Finale |
|  |               |                       |               |  |  |            |                     |            |  |   |                   |              |        |
|  |               |                       |               |  |  | 1          | Connecticut Whale   | 4          |  |   |                   |              |        |
|  | 4             | Metropolitan Riveters | 1             |  |  | 5          | Minnesota Whitecaps | 2          |  |   |                   |              |        |
|  | 5             | Minnesota Whitecaps   | 4             |  |  |            |                     |            |  | 1 | Connecticut Whale | 2            |        |
|  |               |                       |               |  |  |            |                     |            |  |   | 3                 | Boston Pride | 4      |
|  |               |                       |               |  |  | 2          | Toronto Six         | 1          |  |   |                   |              |        |
|  | 3             | Boston Pride          | 6             |  |  | 3          | Boston Pride        | 5          |  |   |                   |              |        |
|  | 6             | Buffalo Beauts        | 0             |  |  |            |                     |            |  |   |                   |              |        |

### Finale
| 28. März 2022 21:00 Uhr | Connecticut Whale Amanda Conway (16:44) Taylor Girard (20:33) | 2:4 (1:1, 1:0, 0:3) Spielbericht | Boston Pride Jillian Dempsey (4:14) Evelina Raselli (46:39) Taylor Wenczkowski (46:57) Jenna Rheault (58:30) | AdventHealth Center Ice, Wesley Chapel Zuschauer: k. A. |

### Beste Scorerinnen
Abkürzungen: Sp = Spiele, T = Tore, V = Assists, Pkt = Punkte, SM = Strafminuten, +/− = Plus/Minus; Fett: Saisonbestwert
| Spielerin          | Team              | Sp | T | V | Pkt | SM | +/– |
| ------------------ | ----------------- | -- | - | - | --- | -- | --- |
| Kali Flanagan      | Boston Pride      | 3  | 2 | 3 | 5   | 2  | +5  |
| Christina Putigna  | Boston Pride      | 3  | 2 | 2 | 4   | 0  | +2  |
| Kennedy Marchment  | Connecticut Whale | 2  | 1 | 3 | 4   | 2  | +3  |
| Mary Parker        | Boston Pride      | 3  | 1 | 3 | 4   | 0  | +4  |
| Taylor Wenczkowski | Boston Pride      | 3  | 3 | 0 | 3   | 2  | +3  |
| Evelina Raselli    | Boston Pride      | 3  | 2 | 1 | 3   | 2  | +3  |
| Jillian Dempsey    | Boston Pride      | 3  | 2 | 1 | 3   | 5  | +5  |

### Isobel-Cup-Sieger
| Isobel-Cup-Sieger: Boston Pride | Torhüterinnen: Kaitlin Burt, Victoria Hanson, Lovisa Selander Verteidigerinnen: Amanda Boulier, Paige Capistran, Kali Flanagan, Kaleigh Fratkin, Lauren Kelly, Jenna Rheault, Mallory Souliotis Angreiferinnen: Delaney Belinskas, McKenna Brand, Samantha Davis, Jillian Dempsey, Kayla Friesen, Meghara McManus, Mary Parker, Christina Putigna, Evelina Raselli, Katelynn Russ, Tori Sullivan, Tereza Vanišová, Taylor Wenczkowski Trainerstab: Paul Mara, Johnny McInnis |

## Auszeichnungen
| Auszeichnung                       | Spielerin          | Team                  |
| ---------------------------------- | ------------------ | --------------------- |
| Wertvollste Spielerin              | Kennedy Marchment  | Connecticut Whale     |
| Denna Laing Perseverance Award     | Elena Orlando      | Buffalo Beauts        |
| Foundation Award                   | Jenna Rheault      | Boston Pride          |
| Foundation Award                   | Grace Klienbach    | Buffalo Beauts        |
| Foundation Award                   | Shannon Turner     | Connecticut Whale     |
| Foundation Award                   | Madison Packer     | Metropolitan Riveters |
| Foundation Award                   | Allie Thunstrom    | Minnesota Whitecaps   |
| Foundation Award                   | Saroya Tinker      | Toronto Six           |
| Defensive Player of the Year       | Dominique Kremer   | Buffalo Beauts        |
| Goaltender of the Year             | Elaine Chuli       | Toronto Six           |
| Newcomer of the Year               | Taylor Girard      | Connecticut Whale     |
| Leading Scorer Award               | Kennedy Marchment  | Connecticut Whale     |
| Wertvollste Spielerin der Playoffs | Taylor Wenczkowski | Boston Pride          |